# Vitali Gálkov
Vitali Gálkov (Tambov, URSS, 26 de mayo de 1939 - 7 de abril de 1998) fue un deportista soviético que compitió en piragüismo en la modalidad de aguas tranquilas. 
Participó en los Juegos Olímpicos de México 1968, obteniendo una medalla de bronce en la prueba de C1 1000 m. Ganó una medalla en el Campeonato Mundial de Piragüismo de 1963 y tres medallas en el Campeonato Europeo de Piragüismo entre los años 1961 y 1965.

## Palmarés internacional
| Juegos Olímpicos   | Juegos Olímpicos          | Juegos Olímpicos  | Juegos Olímpicos |
| Año                | Lugar                     | Medalla           | Competición      |
| ------------------ | ------------------------- | ----------------- | ---------------- |
| 1968               | Ciudad de México (México) | Medalla de bronce | C1 1000 m        |
| Campeonato Mundial |                           |                   |                  |
| Año                | Lugar                     | Medalla           | Competición      |
| 1963               | Jajce (Yugoslavia)        | Medalla de plata  | C2 1000 m        |
| Campeonato Europeo |                           |                   |                  |
| Año                | Lugar                     | Medalla           | Competición      |
| 1961               | Poznań (Polonia)          | Medalla de bronce | C1 1000 m        |
| 1963               | Jajce (Yugoslavia)        | Medalla de plata  | C2 1000 m        |
| 1965               | Bucarest (Rumania)        | Medalla de plata  | C2 1000 m        |